# Thrypticus aeneus
Thrypticus aeneus är en tvåvingeart som först beskrevs av Johann Wilhelm Meigen 1838.  Thrypticus aeneus ingår i släktet Thrypticus och familjen styltflugor.
Artens utbredningsområde är Tyskland. Inga underarter finns listade i Catalogue of Life.